# Abou Bakr (mansa)
Pour les articles homonymes, voir Abou Bakr.
Abou Bakr, connu sous le nom de Bata Mande Bori dans la tradition orale, était le cinquième mansa de l'empire du Mali qui a régné à la fin du XIIIe siècle. Il fut le premier Mansa à accéder au trône Impérial par la lignée féminine en tant que descendant direct de Soundiata Keita.

## Biographie
Abou Bakr I était le fils d'une princesse de la famille Keita portant le titre de "Mansaren Mousso", fille du Manden Massa Soundiata Keïta, Kolonkan Keita. Il fut le premier Mansa (Empereur) à accéder au trône en étant issu d'un lignée féminine par sa mère Kolonkan. Son accession au trône fût appuyé et proclamé par le conseil des anciens du Mandé, la Barga ou l'assemblée constitutive, renforçant ainsi sa légitimité au trône impérial. Le terme Bata peut possiblement signifié "fils de sa mère". À l'origine, la succession à la tête des post royaumes mandingues y compris au Mali se faisait par la lignée matrilinéaire, ce qui signifie que la légitimité était souvent établie par la mère. Cette tradition a joué un rôle clé dans l'ascension d'Abou Bakr I, qui fut couronné Mansa en 1275 par le Conseil du Royaume, connu sous le nom de Barga. 

## Règne et Réformes
Abou Bakr succéda à Mansa Khalifa, un tyran qui fut destitué après un bref règne. Abou Bakr a été le premier Mansa de l'empire du Mali à prétendre de manière légitime et à accéder en lignée féminine au titre d'Empereur de par son appartenance au sang Impérial de par sa mère princesse du Mandé. Il régna de 1275 à 1285 sur l'Empire du Mali soit 10 ans de règne que l'on pourrait qualifier de salvateur après avoir succédé à Mansa Khalifa qui fut évincé du pouvoir par une gestion et un règne désastreux.
Son accession au trône marque un moment significatif dans l'histoire de l'Empire du Mali, car il établit un précédent pour les successeurs en ligne féminine, tout en continuant les traditions établies par ses ancêtres. Le fait qu’il ait été adoubé par la Barga, l’assemblée constituante, montre qu’il a été accepté comme dirigeant légitime malgré le fait que son ascendance était par la lignée maternelle. Bien que les détails précis de son règne ne soient pas aussi bien documentés que ceux de certains autres empereurs, on peut supposer qu'il a continué les politiques de centralisation et de consolidation du pouvoir, établissant ainsi les bases pour ses successeurs.

### Influence et Héritage
Abou Bakr I est souvent reconnu pour avoir joué un rôle dans la préservation et la transmission des traditions impériales. Son règne a contribué à maintenir la stabilité et la cohésion de l'Empire du Mali durant une période critique de son développement. Son héritage est surtout marqué par son rôle dans la validation et la reconnaissance de la succession impériale en lignée féminine, ce qui a eu un impact sur les structures de pouvoir et la succession au sein de l'Empire du Mali. Abou Bakr I demeure une figure clé dans l'histoire de l'Empire du Mali, représentant un pont entre les traditions anciennes et les évolutions politiques de l'Empire au cours de son développement.

## Destitution du pouvoir
Abou Bakr a été destitué du pouvoir par Sakoura, un fonctionnaire de la cour asservi qui a pris le pouvoir lors d'un coup d'État. Mansa Sakoura etait un esclave affranchi ayant entrepris un renversement du pouvoir du Mansa légitime, avec l'appui de l'armée. Il régna au début du 14e siècle. Il est surtout connu pour ses contributions à la consolidation et à l'expansion de l'empire après la mort de Soundiata Keïta, le fondateur légendaire de l'Empire. Sakoura a réussi à maintenir la stabilité interne et à renforcer le pouvoir central. Il est également reconnu pour avoir soutenu les activités commerciales et culturelles, consolidant les richesses et la prospérité de l'Empire du Mali. Son règne a marqué une période de relative paix et de prospérité qui a préparé le terrain pour les grands empereurs qui l'ont suivi, comme Mansa Musa. Mansa Sakoura a été tué au retour de son pèlerinage à la Mecque,  résultat d'un complot interne résultant de sa prise de pouvoir illégitime. 

## Identité
Les identités des deux personnages nommés Abou Bakr mentionnés dans l'histoire d'Ibn Khaldoun de l'Empire du Mali et les personnages de la tradition orale nommés Mande Bori et Bata Mande Bori ont fait l'objet d'une certaine confusion. Selon la tradition orale, Soundiata avait un frère nommé Mande Bori. Ibn Khaldoun mentionne deux personnages nommés Abu Bakr : le premier est un fils de la fille de Soundiata qui régna comme mansa entre Khalifa et Sakoura et le second est un frère de Soundiata qui était l'ancêtre de Mansa Musa. 
La confusion est née d'une erreur de traduction par l'historien du XIXe siècle, le baron de Slane William Mac Guckin de Slane a interprété le deuxième Abou Bakr comme étant un fils de la sœur de Soundiata et croyait qu'il régnait en tant que mansa entre Mouhammad et Mousa. En 1959, Djibril Tamsir Niane a identifié Mande Bori avec le premier Abou Bakr et Bata Mande Bori avec le second Abou Bakr. La confusion a été résolue en 1963 par Nehemia Levtzion, qui a étudié les manuscrits originaux et s'est rendu compte qu'une mauvaise traduction avait été faite. Le premier Abou Bakr, qui régna entre Khalifa et Sakura, était un fils de la fille de Soundiata et devrait être identifié avec Bata Mande Bori. Le deuxième Abou Bakr, qui n'a pas régné en tant que mansa et n'est mentionné que par Ibn Khaldoun comme l'ancêtre de la lignée de Mansa moussa, était le frère de Soundiata et devrait être identifié avec Mande Bori.
Comme l'interprétation erronée du baron de Slane a conduit à croire qu'un personnage nommé Abou Bakr était le prédécesseur immédiat de Moussa,  le nom Aboubakri II est devenu associé à la déclaration de Moussa selon laquelle son prédécesseur a lancé deux expéditions pour explorer l'océan Atlantique.  Le prédécesseur de Musa, et donc le sujet probable de l'anecdote, était en fait Muhammad ibn Qu.